# Virginio Brivio
Virginio Brivio (Lecco, 19 agosto 1961) è un politico italiano, sindaco di Lecco dal 2010 al 2020.

## Biografia
Laureato in giurisprudenza, è stato operatore socio-educativo per il Comune di Lecco, funzionario del settore Servizi alla persona del Comune di Valmadrera.
Dal 1996 al 2004 ricopre la carica di assessore provinciale. In occasione delle elezioni amministrative del 2004 è eletto presidente della provincia, ottenendo, col sostegno del centrosinistra, il 56,5% dei voti al primo turno. Era sostenuto, in consiglio provinciale, da una maggioranza costituita da: DS, Margherita, PRC, Verdi, Italia dei Valori, SDI.
Dopo essersi ricandidato per un secondo mandato, alle elezioni amministrative del 2009 si presenta con una lista sostenuta dal Partito Democratico, da Italia dei Valori, Sinistra e Libertà e da una lista civica denominata "Azione Positiva Brivio Presidente", ma non viene rieletto. Perde al primo turno col 38% dei voti, lasciando l'incarico al candidato del centrodestra Daniele Nava (PdL).
Nel 2007 viene eletto coordinatore provinciale del Partito Democratico, incarico che lascerà non appena verrà eletto segretario provinciale Stefano Motta.
Nel 2010 si candida a Sindaco della città di Lecco, sostenuto da Partito Democratico, FdS-SEL, Italia dei Valori e dalla civica "Appello per Lecco". Alle elezioni del 28 e 29 marzo 2010 risulta eletto al primo turno con il 50,2% dei voti sconfiggendo il Senatore e Viceministro Roberto Castelli, sostenuto dalla Lega Nord e dal PdL. Nel 2015 si ricandida per un secondo mandato: sostenuto nuovamente dal PD e dalle civiche "Appello per Lecco" e "Vivere Lecco", al ballottaggio del 14 giugno 2015 viene riconfermato Sindaco di Lecco con il 54,4% dei voti battendo il candidato di Lega Nord, Forza Italia, Fratelli d'Italia e della civica "Viva Lecco", il commerciante Alberto Negrini.